# Joseon-Dynastie
Die Joseon-Dynastie (koreanisch 조선왕조, bekannt auch als Yi-Dynastie, nach der früher üblichen McCune-Reischauer-Umschrift transkribiert als Chosŏn-Dynastie bzw. Ri-Dynastie) war ein Herrschergeschlecht, das von 1392 mit Beginn Joseons bis zum Ende des Kaiserreichs Korea im Jahr 1910 Korea mehr als 500 Jahre regierte. Joseon und die Joseon-Dynastie gingen aus dem Umbruch der Staatsorganisation und -herrschaft Goryeos hervor, die vom Aufbau und der Entwicklung einer vormodernen Gesellschaft geprägt war.

## Aufstieg zum Herrschergeschlecht
Nach dem Tod Königs Gongmin Wang von Goryeo setzte das Militär 1374 einen Schattenkönig ein. Die wirkliche Macht lag aber bei den Generälen. Oberbefehlshaber General Choe Yeong beauftragte 1388 General Yi Song-gye, die an die chinesische Ming-Dynastie gefallene Halbinsel Liaodong  zurückzuerobern. Dieser machte sich zwar auf den Weg, kehrte dann aber um und wandte sich mit Unterstützung der Ming gegen General Choe Yeong. Er setzte den Schattenkönig ab und 1389 ein Mitglied des vorherigen Herrscherhauses als König ein. 1392 zwang er diesen jedoch zum Abdanken, machte sich selbst zum König und begründete damit eine neue Dynastie.
Die Joseon-Dynastie regierte die koreanische Halbinsel mehr als 500 Jahre lang von 1392 bis 1910. Auf König Taejo, wie Yi posthum bezeichnet wurde, folgten bis zu der durch die Annexion Koreas durch Japan erzwungene Abdankung des letzten Herrschers der Joseon-Dynastie 26 weitere Herrscher.

## Liste der Herrscher der Joseon-Dynastie
| #  | Herrschername | kor.   | Geburtsname   | kor.    | Lebenszeit | Regierungszeit | Bemerkung |
| -- | ------------- | ------ | ------------- | ------- | ---------- | -------------- | --- |
| 1  | Taejo         | 태조   | Yi Seong-gye  | 이 성계 | 1335–1408  | 1392–1398      | Gründer der Joseon-Dynastie, dankte 1398 ab                                                                           |
| 2  | Jeongjong     | 정종   | Yi Bang-gwa   | 이방과  | 1357–1419  | 1398–1400      | zweiter Sohn des Königs Taejo, dankte 1400 auf Druck seines Bruders ab, der ihm auf dem Thron folgte                  |
| 3  | Taejong       | 태종   | Yi Bang-won   | 이방원  | 1367–1422  | 1400–1418      | fünfter Sohn des Königs Taejo und Bruder des Königs Jeongjong, dankte 1418 ab                                         |
| 4  | Sejong        | 세종   | Yi Do         | 이도    | 1397–1450  | 1418–1450      | Sejong der Große, Sohn des Königs Taejong und dessen Frau Wongyeong, Erfinder des Koreanischen Alphabets              |
| 5  | Munjong       | 문종   | Yi Hyang      | 이향    | 1414–1452  | 1450–1452      | erster Sohn des Königs Sejong und dessen Frau Soheon                                                                  |
| 6  | Danjong       | 단종   | Yi Hongwi     | 이홍위  | 1441–1457  | 1452–1455      | Sohn des Königs Munjong, gab 1455 die Macht an seinen Onkel ab, blieb formal König, aber ohne jegliche Macht          |
| 7  | Sejo          | 세조   | Yi Yu         | 이유    | 1417–1468  | 1455–1468      | zweiter Sohn des Königs Sejong und dessen Frau Soheon, Bruder des Königs Munjong und Onkel des Königs Danjong         |
| 8  | Yejong        | 예종   | Yi Hwang      | 이황    | 1450–1469  | 1468–1469      | Sohn des Königs Sejo                                                                                                  |
| 9  | Seongjong     | 성종   | Yi Hyeol      | 이혈    | 1457–1494  | 1469–1494      | Neffe des Königs Yejong, Sohn des von Yejongs postum zum König ernannten Bruders Deokjong                             |
| 10 | Yeonsangun    | 연산군 | Yi Yung       | 이융    | 1476–1506  | 1494–1506      | ältester Sohn des Königs Seongjong und dessen Frau Yun, 1506 abgesetzt und zum Prinzen zurückgestuft                  |
| 11 | Jungjong      | 중종   | Yi Yeok       | 이역    | 1488–1544  | 1506–1544      | Sohn des Königs Seongjong und dessen dritter Frau Jeonghyeon, Halbbruder des Königs Yeonsangun                        |
| 12 | Injong        | 인종   | Yi Ho         | 이호    | 1515–1545  | 1544–1545      | Sohn des Königs Jungjong und dessen erster Frau Gangyeong, starb ohne Nachwuchs                                       |
| 13 | Myeongjong    | 명종   | Yi Hwan       | 이환    | 1534–1567  | 1545–1567      | Sohn des Königs Jungjong und dessen zweiter Frau Jangyeong, Halbbruder des Königs Injong                              |
| 14 | Seonjo        | 선조   | Yi Yeon       | 이연    | 1552–1608  | 1567–1608      | Enkel des Königs Jungjong und dessen dritter Frau Königin Munjeong, Neffe der Könige Injong und Myeongjong            |
| 15 | Gwanghaegun   | 광해군 | Yi Hon        | 이혼    | 1575–1641  | 1608–1623      | Sohn des Königs Seonjo und dessen dritter Frau Gongbin, 1623 abgesetzt und zum Prinzen zurückgestuft                  |
| 16 | Injo          | 인조   | Yi Jong       | 이종    | 1595–1649  | 1623–1649      | Neffe des Königs Gwanghaegun, Sohn des von Gwanghaeguns postum zum König ernannten Halbbruders Wonjong                |
| 17 | Hyojong       | 효종   | Yi Ho         | 이호    | 1619–1659  | 1649–1659      | Sohn des Königs Injo                                                                                                  |
| 18 | Hyeonjong     | 현종   | Yi Yeon       | 이연    | 1641–1674  | 1659–1674      | Sohn des Königs Hyojong                                                                                               |
| 19 | Sukjong       | 숙종   | Yi Sun        | 이순    | 1661–1720  | 1674–1720      | Sohn des Königs Hyeonjong                                                                                             |
| 20 | Gyeongjong    | 경종   | Yi Yun        | 이윤    | 1688–1724  | 1720–1724      | Sohn des Königs Sukjong und dessen Konkubine Huibin, starb ohne Nachwuchs                                             |
| 21 | Yeongjo       | 영조   | Yi Geum       | 이금    | 1694–1776  | 1724–1776      | Sohn des Königs Sukjong und dessen dritter Frau Inwong, Halbbruder des Königs Gyeongjong                              |
| 22 | Jeongjo       | 정조   | Yi San        | 이산    | 1752–1800  | 1776–1800      | Enkel des Königs Yeongjo und Sohn des postum zum König Jangjo ernannten Prinzen Sado, den Yeongjo hatte töten lassen. |
| 23 | Sunjo         | 순조   | Yi Hong       | 이홍    | 1790–1834  | 1800–1834      | Sohn des Königs Jeongjo                                                                                               |
| 24 | Heonjong      | 헌종   | Yi Hwan       | 이환    | 1827–1849  | 1834–1849      | Enkel des Königs Sunjo und Sohn des postum zum König Ikjong ernannten Prinzen Munjo, starb ohne Nachwuchs             |
| 25 | Cheoljong     | 철종   | Yi Byeon      | 이변    | 1831–1863  | 1849–1864      | Ururenkel des Königs Yeongjo und Urenkel des Prinzen Sado, starb ohne Nachwuchs                                       |
| 26 | Gojong        | 고종   | Yi Myeong-bok | 이명복  | 1852–1919  | 1864–1897      | Sohn von Heungseon Daewongun, eines Nachfahren des Königs Injo                                                        |
| 26 | Gwangmu       | 광무   | Yi Myeong-bok | 이명복  | 1852–1919  | 1897–1907      | Gojong rief 1897 das Kaiserreich Korea aus und ernannte sich selbst unter dem Namen Gwangmu zum Kaiser                |
| 27 | Sunjong       | 순종   | Yi Cheok      | 이척    | 1874–1926  | 1907–1910      | vierter Sohn des Königs Gojong/Kaiser Gwangmu, zweiter und letzter Kaiser des Kaiserreichs Korea                      |

Quelle: Han Young Woo, 2010